# Le Chef de gare
Pour les articles homonymes, voir Chef de gare (homonymie).
Pour plus de détails, voir Fiche technique et Distribution.
Le Chef de gare (titre original : La stazione) est un film italien réalisé par Sergio Rubini, sorti en 1990.

## Synopsis
Jeune chef de gare maniaque des statistiques, Domenico s'occupe d'une petite station dans les Pouilles. Flavia, une jeune bourgeoise, arrive de nuit dans son bureau. Elle attend le premier train du matin pour Rome. Survient bientôt son fiancé, Danilo, qui tente de la convaincre de revenir à la réception qu'elle a abandonnée et où surtout il compte se servir d'elle pour le sortir d'une sale affaire. Mais Flavia refuse de le suivre. Domenico s'interpose entre eux.

## Fiche technique
- Titre original : La stazione
- Réalisation : Sergio Rubini
- Scénario : Umberto Marino, Gianfilippo Ascione et Sergio Rubini
- Photographie : Alessio Gelsini Torresi
- Montage :  Angelo Nicolini
- Musique : Antonio Di Pofi
- Producteur : Domenico Procacci
- Société de production : Fandango
- Pays de production :  Italie
- Genre : Comédie dramatique
- Durée : 92 minutes
- Dates de sortie :
  - Italie : 12 septembre 1990 (Mostra de Venise / 27 septembre 1990 (sortie nationale)
  - France : 20 mars 1992

## Distribution
- Sergio Rubini : Domenico
- Margherita Buy : Flavia
- Ennio Fantastichini : Danilo
- Popeck :
- Michel Rocher :
- Beppe Tosco :
- Pietro Genuardi :
- Mariella Capotorto :
- Mariangélica Ayala :
- Nico Salatino :
- Gabriella Lunghi :
- Pierluigi Morizio :

## Récompenses et distinctions
- Prix FIPRESCI à la Mostra de Venise 1990.
- David di Donatello de la meilleure actrice pour Margherita Buy et du meilleur réalisateur pour Sergio Rubini en 1991.
- Ruban d'argent pour la meilleure actrice pour Margherita Buy et pour le meilleur réalisateur pour Sergio Rubini par le Syndicat national italien de Journalistes de Film en 1991.